# Leopold Dubois (Tänzer)
Leopold Dubois (* 10. Mai 1876 in Wien; † 15. Dezember 1948 ebenda) war ein österreichischer Balletttänzer und Choreograf.

## Leben
Leopold Dubois d. J. war Sohn des aus Belgien stammenden Tänzers und Tanzmeisters Leopold Dubois d. Ä. (* 4. November 1850 in Harmanschlag; † 13. Februar 1926 in Wien), der 35 Jahre als Solotänzer an der Wiener Hofoper gewirkt hatte und nach seiner Pensionierung, 1918, eine Tanzschule in der Langen Gasse 67, Wien-Josefstadt, betrieb.
Leopold d. J. wurde schon als Kind in der Ballettschule der Wiener Hofoper ausgebildet, trat am 1. Februar 1893 sein Engagement an, debütierte 1902 als Solist und wurde Partner der von 1892 bis 1905 als Primaballerina engagierten Irene Sironi (1872–1961). In den Jahren bis 1920 gab es kaum eine Ballettpremiere, bei der er nicht einen führenden Part tanzte. Auch auf zahlreichen Auslandsgastspielen repräsentierte er die Tanzkunst der Wiener Oper, von der er sich im Juli 1931 (Vertragsende: 1. September) verabschiedete.
Dubois erlangte auch durch seine Lehrtätigkeit Bedeutung. Seine Tanzschule hat ganze Generationen junger Wiener im Gesellschaftstanz unterrichtet und bei repräsentativen Bällen – so etwa beim ersten (1924) und auch den folgenden Philharmonikerbällen – das Arrangement geleitet. Leo Dubois wirkte ferner als Lehrer an der Ballettschule der Oper und als Professor an der Wiener Akademie für Musik und Darstellende Kunst.
Dubois wurde auf dem Wiener Zentralfriedhof (12B-16-12) beigesetzt. Er ist Vater der Burgschauspielerin Lona (Leonie) Dubois (1923–1978) sowie Großvater der Schauspieler Christopher Heinz und Florian Dubois.

## Literatur

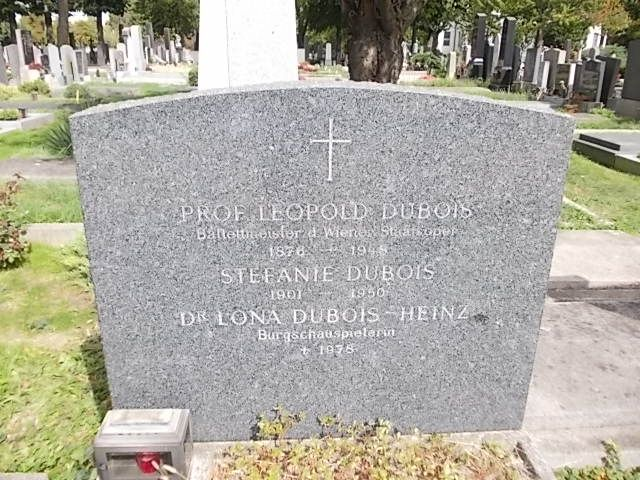
Grabstätte von Leopold, Stefanie und Lona Dubois auf dem Wiener Zentralfriedhof